# Obsession (UFO의 음반)
《Obsession》은 1978년 6월 21일에 발매된 영국의 하드 록 밴드 UFO의 일곱 번째 스튜디오 음반이다. 이 음반은 1993년 밴드로 복귀하기 전까지 미하엘 쉥커가 리드 기타를 연주한 마지막 스튜디오 음반이었다. 음반의 싱글곡인 〈Only You Can Rock Me〉, 〈Cherry〉도 1978년에 발매되었다. 이 밴드의 첫 3곡 EP 〈Only You Can Rock Me〉, 〈Cherry〉, 〈Rock Bottom〉도 영국에서 50위에 올랐다. 이 음반은 로스앤젤레스에 있는 버려진 우체국에서 녹음되었다.
EMI의 2008년 리마스터드 에디션에는 3개의 보너스 라이브 트랙이 포함되어 있으며 일부 작문 크레딧도 수정되어 있다.

## 평가
| 전문가 평가              | 전문가 평가 |
| 평가 점수                | 평가 점수   |
| 출처                     | 점수        |
| ------------------------ | ----------- |
| AllMusic                 | [ 1 ]       |
| Christgau's Record Guide | C–          |

로버트 크리스트가우는 《Christgau's Record Guide: Rock Albums of the Seventies》 (1981년)의 LP를 검토하면서 다음과 같이 썼다. "저는 그들의 전진적인 움직임과 유연한 리프에 감탄했습니다. 그래서 그들이 일반적인 과시주의로 전락했다고 보고하는 것이 저의 의무입니다. 주제곡 〈Lookin' Out for No.1〉은 70년대 후반 록에서 '함께 모여라'만큼이나 표어가 되고 있는 구절의 전환은 60년대 후반이었습니다."

## 곡 목록
| #  | 제목                      | 작사·작곡                       | 재생 시간 |
| -- | ------------------------- | ------------------------------- | --------- |
| 1. | 〈Only You Can Rock Me〉  | 피트 웨이, 미하엘 쉥커, 필 모그 | 4:08      |
| 2. | 〈Pack It Up (And Go)〉   | 웨이, 쉥커, 모그                | 3:14      |
| 3. | 〈Arbory Hill〉           | 쉥커                            | 1:11      |
| 4. | 〈Ain't No Baby〉         | 모그, 폴 레이먼드               | 3:58      |
| 5. | 〈Lookin' Out for No. 1〉 | 모그, 레이먼드                  | 4:34      |

| #   | 제목                                | 작사·작곡                 | 재생 시간 |
| --- | ----------------------------------- | ------------------------- | --------- |
| 6.  | 〈Hot 'n' Ready〉                   | 쉥커, 모그                | 3:16      |
| 7.  | 〈Cherry〉                          | 웨이, 모그                | 3:34      |
| 8.  | 〈You Don't Fool Me〉               | 레이먼드, 앤디 파커, 모그 | 3:23      |
| 9.  | 〈Lookin' Out for No. 1 (Reprise)〉 | 쉥커, 레이먼드            | 1:14      |
| 10. | 〈One More for the Rodeo〉          | 웨이, 모그                | 3:45      |
| 11. | 〈Born to Lose〉                    | 쉥커, 모그, 레이먼드      | 3:31      |